# Venus In Situ Explorer

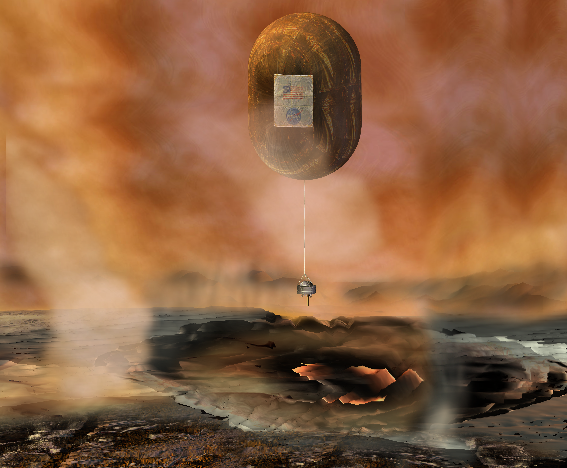
Аеробот, запропонований для вивчення Венери

Venus In Situ Explorer — проєкт науково-дослідницької автоматичної міжпланетної станції, запропонований NASA. Мета місії — відповісти на фундаментальні наукові питання шляхом приземлення на Венері і виконання ряду наукових експериментів на ній. Місія була запропонована в рамках програми «New Frontiers». Запуск місії передбачався у 2013 році..

## Наукові цілі
- Дослідження фізичних і хімічних даних атмосфери і кори Венери;
- Визначення параметрів, які не можуть бути заміряні з орбіти, включаючи склад нижніх шарів атмосфери Венери, елементний і мінералогічний склад її поверхні;
- Збір і аналіз зразків кернів на поверхні, щоб вивчити стародавні зразки породи, які не піддаються ушкодженням суворими атмосферними умовами планети[2].